# 大雪山山脉
大雪山山脉位于川西高原中部，中国四川省甘孜藏族自治州境内，余脉向南延伸到凉山彝族自治州。山脉向南呈南北走向，是雅砻江与大渡河的分水岭。南北延伸400多千米，主要为砂岩、花岗岩，5000米以上高峰众多，主峰贡嘎山海拔7508.9米，冰川密布。山体西坡较缓，东坡较陡，西部比东部高，气候寒冷。有牧业分布，亦为四川省重要林区，并出产铁、铜、云母、石棉等矿产。山脉西部多为藏族分布，东部为汉族和藏族杂居区。318国道由折多山穿越大雪山，山口海拔4290米。

## 支脉
- 贡嘎山
- 大相岭
- 小相岭
  - 碧鸡山 (四川省)
  - 螺髻山
  - 鲁南山
- 大凉山